# Ferdinand von Hompesch zu Bolheim
Ferdinand von Hompesch zu Bolheim (Bolheim, 9 novembre 1744 – Montpellier, 12 maggio 1805) è stato Gran Maestro dell'Ordine di Malta dal 1797 al 1799.
Fu il primo tedesco eletto a tale incarico. Fu durante il suo governo che l'Ordine perse l'isola di Malta (che possedeva dal 1530) a favore della Francia. Questo atto effettivamente segnò la fine della sovranità dei cavalieri su uno stato indipendente così come avveniva dall'epoca delle Crociate.

## Biografia

### I primi anni
Hompesch nacque nel villaggio di Bolheim, oggi parte della città di Zülpich nella regione di Eifel. Ricevette il nome di battesimo di Ferdinand Joseph Antoine Herman Louis. Venne ammesso nei Cavalieri ospitalieri il 10 luglio 1761, con una dispensa della Santa Sede per la sua minore età, prestando servizio come paggio del gran maestro Manuel Pinto de Fonseca. Nel 1768 venne promosso castellano e nel 1770 avanzò al rango di luogotenente, divenendo responsabile dell'ispezione delle navi e delle fortificazioni dell'ordine. Nel 1774 ottenne la responsabilità delle munizioni sull'isola.
Alla fine del 1775, Hompesch venne nominato ambasciatore dell'Ordine alla corte dell'imperatore del Sacro Romano Impero a Vienna, posto che mantenne nei successivi 25 anni. L'anno successivo, venne elevato anche al rango di Cavaliere di Gran Croce il che gli diede la possibilità di sedere nel Consiglio Stabile dell'Ordine. Durante questo periodo fece degli sforzi per unire i rami protestanti dell'Ordine sviluppatosi in Germania con l'Ordine cattolico, progetto che però decadde per l'opposizione dei cavalieri tedeschi. Negli anni successivi, ricevette la carica di commendatore a Rothenburg (1777), poi a Herford (1783), a Basilea e Dorlisheim (1785), Sulz, Colmar e Mülhausen (1786) e poi a Villingen, nella Foresta Nera (1796). Venne nominato quindi Gran Balivo della "lingua" tedesca di base nel Brandeburgo nel 1796.

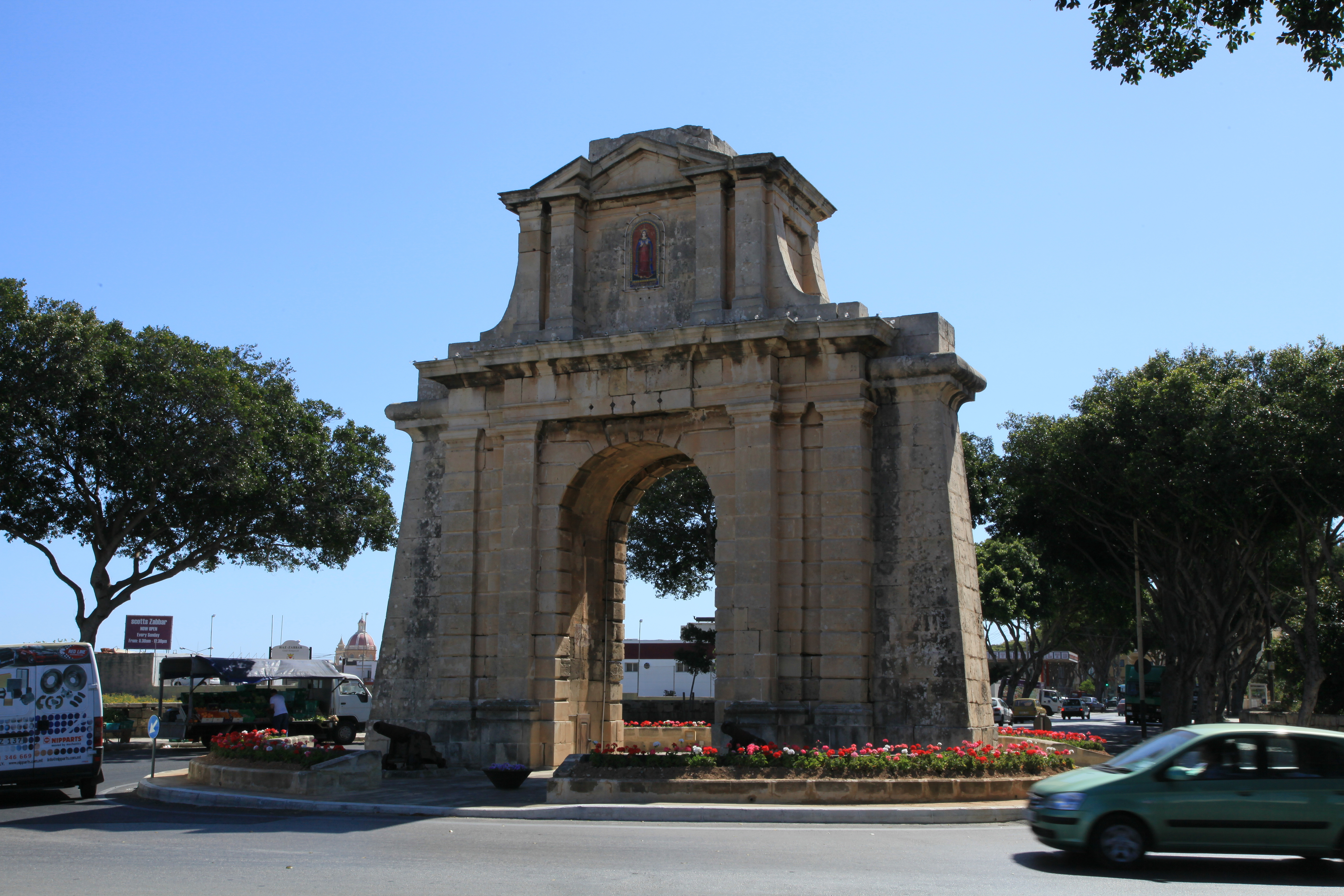
Porta Hompesch nella città di Żabbar.

Il 17 luglio 1797 Hompesch venne eletto Gran maestro dell'ordine, carica che gli fece ottenere anche il titolo di principe della chiesa. Fu il primo tedesco al vertice dell'ordine.

### La perdita di Malta

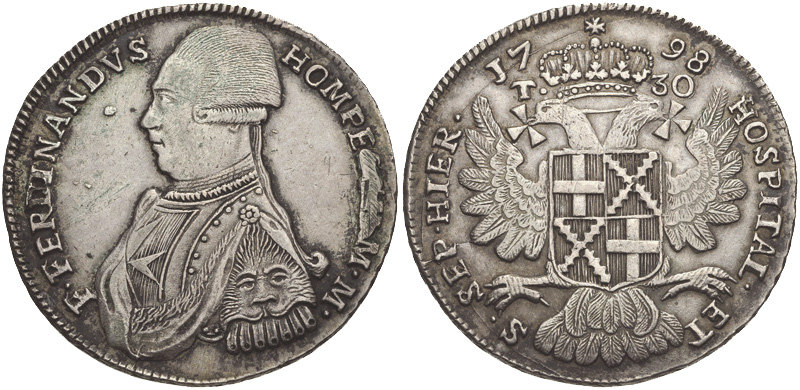
Moneta da 30 Tarì di Ferdinand, datata al 1798.

Durante il suo periodo di governo a Malta elevò i villaggi di Żabbar, Zeitun e Suggeui allo status di città. Quelli erano ad ogni modo tempi difficili per l'Ordine, e anche per i maltesi. Molti abitanti, infatti, intendevano organizzare rivolte per liberarsi dei cavalieri.
Nel luglio del 1798 egli dovette consegnare le isole maltesi al generale francese Napoleone Bonaparte quando questi sbarcò a Malta per rifornirsi di acqua prima di iniziare la Campagna d'Egitto. Le regole dell'ordine impedivano ai cavalieri di combattere contro altri cristiani e molti cavalieri non si opposero alle forze francesi. Ferdinand von Hompesch zu Bolheim lasciò l'isola pacificamente con molti altri membri dell'Ordine.
Mentre molti cavalieri si rifugiarono in Russia, Hompesch stabilì il nuovo quartier generale temporaneo dell'Ordine a Trieste in Italia, e successivamente a Lubiana, nell'attuale Slovenia.
Il 6 luglio 1799 inviò due lettere, una all'imperatore del Sacro Romano Impero Francesco II, l'altra allo zar Paolo I di Russia, ma non al Papa come richiesto dalla legge canonica, nel quale abdicò dalla carica di Gran Maestro. Dopo le sue dimissioni, Hompesch si recò in Austria ed in Italia, mentre il quartier generale dell'Ordine si trasferì a San Pietroburgo, in Russia per l'elezione (non canonica ma comunque riconosciuta dalla maggioranza dei sovrani europei e de facto anche dal pontefice) a Gran Maestro dello stesso Ordine di Paolo I di Russia (pur essendo sposato e non cattolico).
Nel 1804, Hompesch si recò a Montpellier, in Francia, dove morì l'anno successivo, povero e dimenticato da tutti.